# No Substance
No Substance è il decimo album del gruppo punk rock Bad Religion, pubblicato il 15 maggio 1998. È stata la terza pubblicazione con Atlantic Records e il loro secondo album dall'abbandono dalla band del chitarrista Brett Gurewitz. La donna raffigurata sulla copertina dell'album è l'attrice Kristen Johnston.

## Tracce
Tutte le tracce sono state scritte da Greg Graffin se non specificato.
1. Hear It – 1:49
2. Shades Of Truth – 4:01
3. All Fantastic Images – 2:08 - (Graffin/Baker)
4. The Biggest Killer In American History – 2:14
5. No Substance – 3:04
6. Raise Your Voice! – 2:55
7. Sowing The Seeds Of Utopia – 2:01
8. The Hippy Killers – 3:01
9. The State Of The End Of The Millennium Address – 2:22 - (Graffin/Baker)
10. The Voracious March Of Godliness– 2:27
11. Mediocre Minds – 1:56 - (Graffin/Hetson)
12. Victims Of The Revolution – 3:17 - (Graffin/Baker)
13. Strange Denial – 3:02
14. At The Mercy Of Imbeciles – 1:34 - (Graffin/Baker/Hetson)
15. The Same Person – 2:49 - (Graffin/Baker/Bentley)
16. In So Many Ways – 3:04
17. Dream Of Unity - 2:50 (traccia bonus per l'edizione giapponese)

## Formazione
- Greg Graffin - voce
- Brian Baker - chitarra
- Greg Hetson - chitarra
- Jay Bentley - basso
- Bobby Schayer - batteria